# Justine Wong-Orantes
Justine Wong-Orantes (Torrance, 6 de outubro de 1995) é uma voleibolista estadunidense.

## Carreira
Wong-Orantes integrou a equipe da Seleção dos Estados Unidos de Voleibol Feminino nos Jogos Olímpicos de Verão de 2020 em Tóquio, quando conquistou a medalha de ouro após derrotar a equipe brasileira na final por 3 sets a zero.

### Clubes
- Nebraska (2013–2018)
- Schweriner SC (2019–2020)
- VC Wiesbaden (2020–2021)